# Convento da Ordem Terceira de São Francisco
O Convento da Ordem Terceira de São Francisco é um convento situado na vila de Ponte de Lima, em Portugal. Edificado no século XVIII, é constituído por uma igreja de planta longitudinal com nave única e capela-mor, e um claustro anexo. O edifício está interligado com a Igreja de Santo António que lhe está adjacente. A igreja apresenta decoração barroca e rococó. Faz parte de um conjunto de edifícios homologado em 1974 como Imóvel de Interesse Público.